# Суварди Сурьянинграт
Суварди Сурьянинграт (индон. Soewardi Soerjaningrat, индон. Suwardi Suryaningrat; с 1922 года Ки Хаджар Деванторо (индон. Ki Hadjar Dewantoro, индон. Ki Hajar Dewantoro); 2 мая 1889, Джокьякарта — 26 апреля 1959, там же) — индонезийский политический деятель, борец за независимость страны, писатель и педагог. Национальный герой Индонезии.
Родился в семье яванских аристократов в период нидерландского колониального правления в Индонезии. Окончил нидерландскоязычную школу, затем поступил в медицинскую школу для коренного населения, но из-за проблем со здоровьем не смог её закончить. Позже занимался журналистикой, сотрудничал с различными изданиями и вскоре получил известность своими антиколониальными взглядами; с 1908 года сотрудничал с основанной тогда же националистической организацией Буди Утомо, организовав проведение её первого съезда в Джокьякарте. 
Стал одним из основателей Индийской партии, существовавшей в 1912-1913 годах; в 1913 году опубликовал антиколониальную статью «Если я голландец» (в которой критиковал сбор на празднование дня независимости Нидерландов, установленный колонизаторами для индонезийцев), за которую был арестован и выслан сначала на остров Банка (по его собственной просьбе), а затем в Нидерланды. В метрополии прожил до 1919 года, активно занимаясь самообразованием и принимая участие в работе студенческой Индийской ассоциации. В сентябре 1919 года, получив разрешение вернуться на родину, стал главой Национальной индийской партии, выступавшей за независимость от Нидерландов, 3 июля 1922 года стал основателем общества Таман Сисва, основывавшего школы для детей, где преподавание и воспитание проводилось в антиголландском духе; тогда же принял новое имя, чтобы исключить ассоциации его с яванской аристократией. В 1923 году был вынужден оставить руководство Национальной партией. Несколько раз арестовывался голландцами; в дни японской оккупации некоторое время сотрудничал с новыми властями, став одним из лидеров организации Путера. 

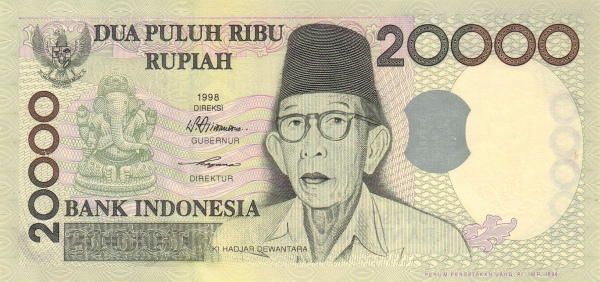
Ки Хаджар Деванторо на банкноте в 20000 индонезийских рупий

В первом правительстве независимой Индонезии (в 1945 году) был назначен министром образования и культуры. В 1950-х годах активно занимался общественно-культурной деятельностью, в 1957 году получил степень почётного доктора от Университета Гаджа Мада. В современной Индонезии его день рождения празднуется как Национальный день образования, его портрет изображён на нескольких индонезийских банкнотах, также в его честь названо несколько кораблей индонезийских ВМС. 29 ноября 1959 года ему было посмертно присвоено звание Национального героя Индонезии.